# 妹尾義郎
妹尾 義郎（せのお ぎろう、1889年（明治22年）12月16日 - 1961年（昭和36年）8月4日）は、仏教運動家。「私有なき共同社会」を提唱、仏教者の立場から資本主義を批判した人物として知られる。広島県比婆郡東城町（現：庄原市）生まれ。

## 活動
妹尾の生家は造り酒屋で法華信者ではなかったが、肺病等で旧制一高休学中に縁のできた豆腐商が熱心な法華信者で、そのすすめで義郎も法華経に親しむようになる。1918年、本多日生が主宰する法華団体統一団に参加する。翌1919年には統一団の青年信者を中心に、大日本日蓮主義青年団を組織し、機関誌の発行や各地への講演などを精力的に行っている。青年団活動の中で、やがて小作争議や労働争議などにかかわるようになり、社会変革の必要性を説くようになる。
1931年日蓮主義青年団は、妹尾の主導の元、超宗派の新興仏教青年同盟に発展解消。4月5日に開かれた結成大会で、妹尾は初代委員長に選出される。新興仏青はその綱領に「釈迦の鑚仰と仏国土建設」「既成宗団の排撃」「資本主義経済組織の革正と当来社会の実現」などをかかげ、労働運動、消費組合運動、反戦反ファッショなどの活動にかかわっていった。しかし戦時色の強まった1936年2月に特高警察に妹尾は検挙される。1か月後に釈放されるも、同年12月には再度検挙され、治安維持法違反で実刑判決を受け、1940年12月に入獄した。
戦後は、仏教社会同盟委員長、平和推進国民会議議長、日中友好協会東京都連会長などをつとめた。1959年には日本共産党に入党したが、1961年8月に長野県の自宅で没した。

## 略歴
- 1889年 広島県東城町（現：庄原市）で出生[1]。
- 1909年 旧制岡山県立高梁中学（現：岡山県立高梁高等学校）を卒業[2]。
- 1909年 旧制第一高等学校英語法科政治科へ入学[3]、同年退学[1]。
- 1919年 大日本日蓮主義青年団を組織。

- 1931年 新興仏教青年同盟結成[4]。
- 1959年 日本共産党へ入党。
- 1961年 長野県の自宅にて死去。

## 著作
- 『光を慕ひて』中央出版社 1925
- 『社会変革途上の新興仏教』仏旗社 新興仏教パンフレツト 1933
- 『妹尾義郎日記』1, 2, 7巻 妹尾鉄太郎,稲垣真美共編 国書刊行会 1974‐75
- 『妹尾義郎宗教論集』稲垣真美編 大蔵出版 1975